# サカマキボラ
サカマキボラ Sinistrofulgur sinistrum は、コブシボラ科 Busyconidae に属する巻貝である。殻長30cm以下で左巻きの貝殻をもち、北米大西洋岸ニュージャージー州からメキシコ湾岸のユカタン半島にかけての浅海の砂底に棲む。ヒダリマキコブシボラ Sinistrofulgur perversum と似ているが、本種は貝殻の肩の突起が弱い。貝殻の色は、大きい貝殻は白色、小さい貝は淡褐色で縦に紫褐色の縞模様がある。内部は黄色や紫色を帯びることがある。肉食性で、ビノスガイなどの二枚貝や死肉を食べる。強い足と殻口外唇部を使って二枚貝をこじ開けたり、殻をかじり取って、口吻を二枚貝の中に押し込んで食べる。自身はカニに捕食されるが、貝殻が左巻きの方が捕食されにくいと考えられる。メスは紐状に連なった盤状の卵胞を産む。本種と似たBusycon contrariumの鮮新世の化石が見つかっている。

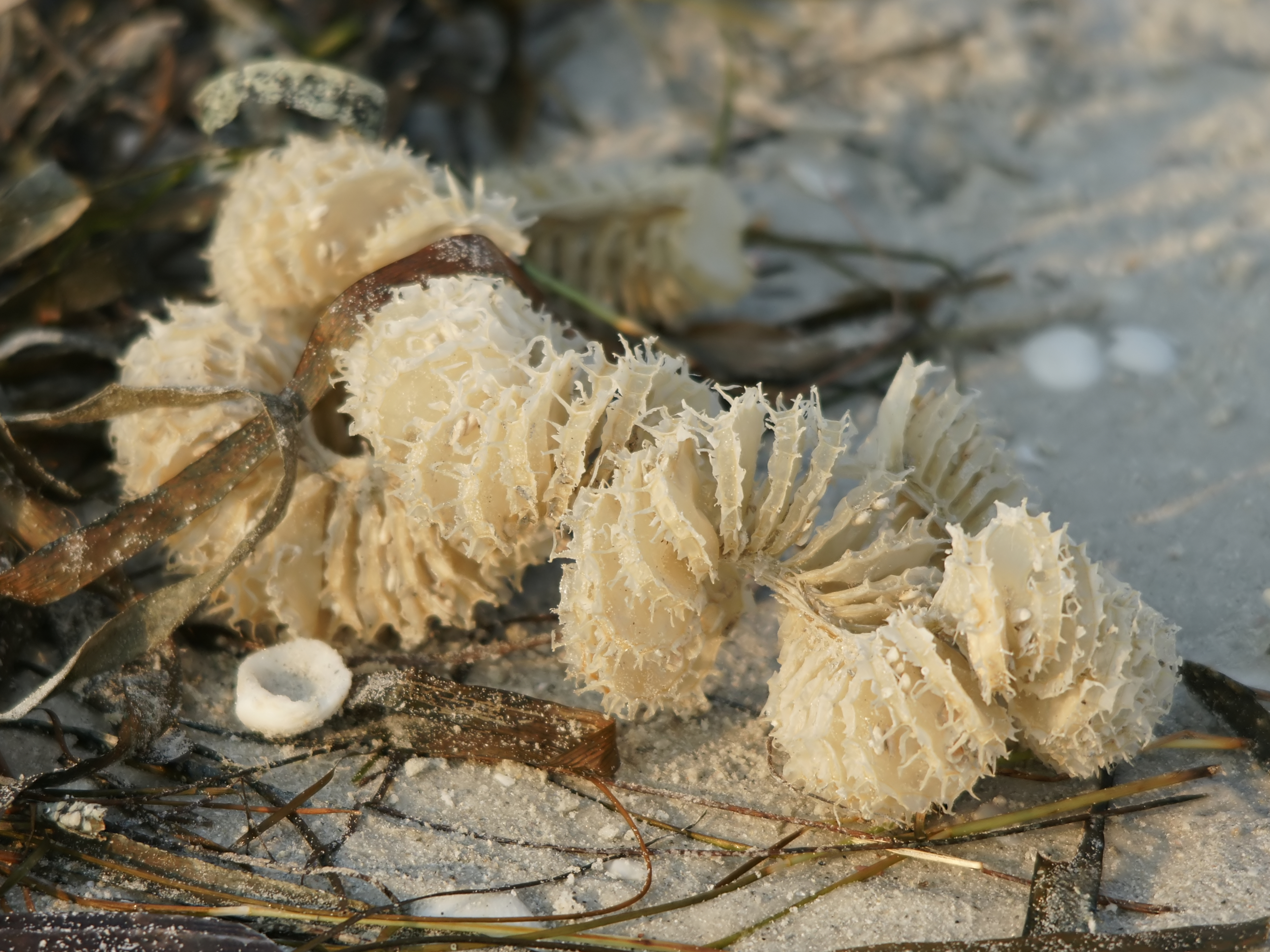
卵
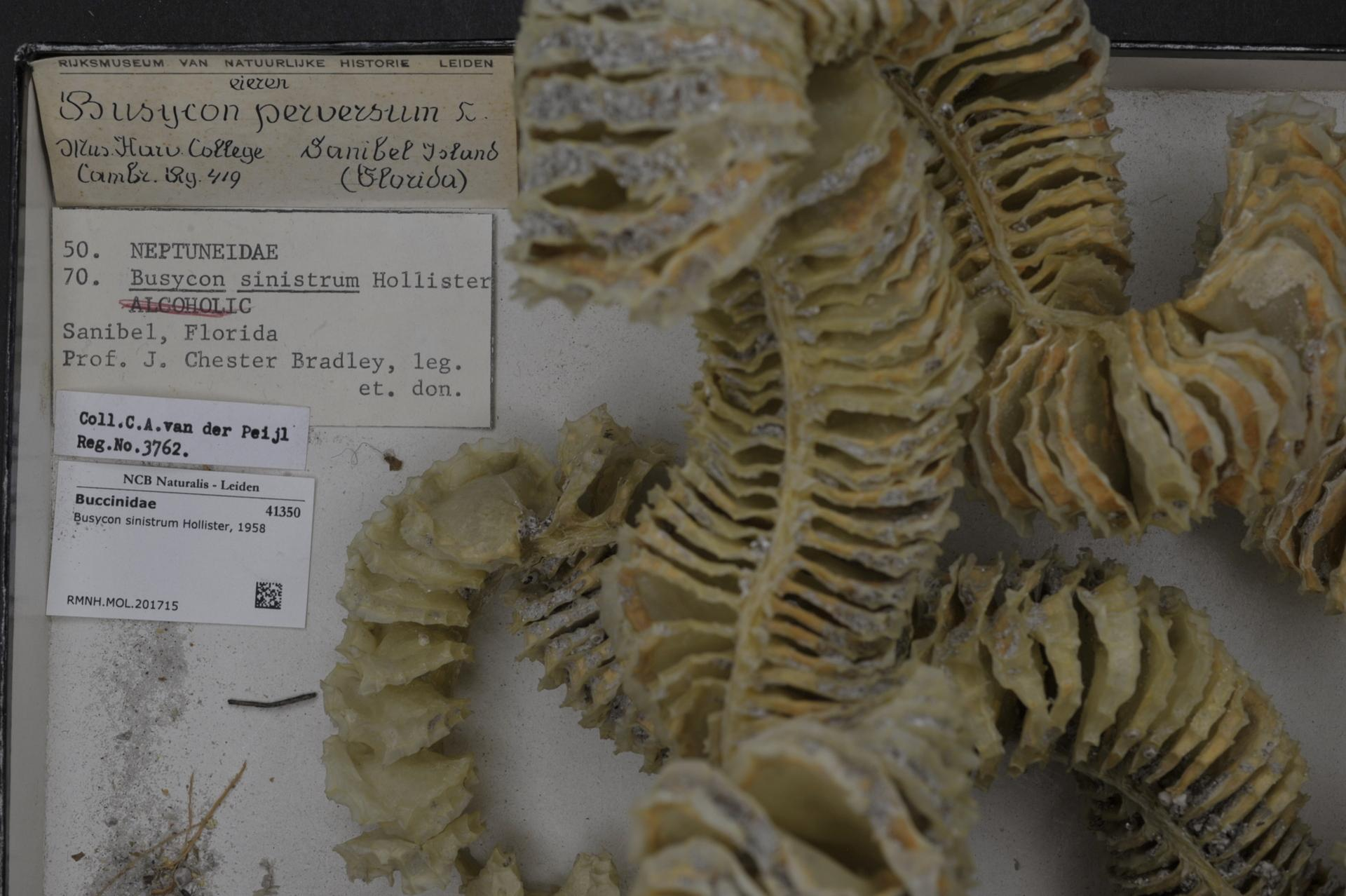
卵胞の標本

## 人との関係
ネイティブ・アメリカンは、食用にしたり、道具や貝飾りとして利用した。テキサス州の貝に指定されている。

## 関連事項
ミゾコブシボラ